# Kolosso
Kolosso est une localité et une commune rurale du Mali de l'arrondissement de Tousséguéla, dans le cercle de Kolondiéba et la région de Bougouni.

## Villages
La commune s'étend sur 10 localités relevées lors du recensement général de 2009. 
Les villages les plus peuplés sont :
- Kolosso (1 522 habitants)
- Kolona (1 068 habitants)
- Néguéla (902 habitants)